# Dbx (отладчик)

DBX — проприетарный отладчик уровня исходного кода для языков C, C++, Фортран и Java, доступный для операционных систем Solaris, AIX, IRIX, Tru64 UNIX, z/OS, GNU/Linux и BSD.

## Примечательные функции
- Поддержка отладки приложений OpenMP;
- Останов по различным условиям:
  - catch;
  - intercept;
  - stop dlopen;
  - stop inmethod;
  - stop inclass;
  - stop inobject;
  - stop -if <cond>;
- Выполнение сценария оболочки при наступлении определённого события (when in <func> { print param; });
- Поиск утечек памяти (check -leaks);
- Отслеживание некорректного обращения к памяти (check -access);
- Исправление кода «на лету» (fix);
- (Solaris) Работа с многопоточными приложениями в контексте потоков и LWP.